# Överkalixmål
Het Överkalixdialect (Överköḷis, överköḷismaaḷe, båonsk; Zweeds: Överkalixmål, överkalixbondska, överkaliska) is een dialect van het Zweeds dat vooral in Överkalix in Norrbotten wordt gesproken, maar bijvoorbeeld ook in de socknar Gällivare, Korpilombolo, Övertorneå en Hietaniemi.
Överkalix is de noordgrens van de traditionele Zweedse dialecten in Zweden, aangezien de socknar ten noorden van Överkalix Meänkieli en Sami spreken. Överkalixmålet is het meest verwant aan andere traditionele dialecten in Norrbotten en in het bijzonder aan het Nederkalixmål, dat samen met het Överkalixmål de Kalixmål (Kalixdialecten) vormt, maar de verschillen tussen de dialecten zijn zo groot dat ze niet wederzijds verstaanbaar zijn.
Överkalixmålet staat, net als Älvdalskan (Älvdalsdialect) in Dalarna, bekend als een van de moeilijkst te begrijpen Zweedse dialecten. Door de grote verschillen met het Zweeds wordt Överkalixmålet soms als een taal op zich beschouwd.

## Status
In de 20e eeuw zijn veel inwoners van Överkalix grotendeels gestopt met het Överkalixmål spreken, ten gunste van het Zweeds. Al in de jaren 1930 begonnen sommige gezinnen in Överkalix Zweeds te spreken met hun kinderen, iets dat in de jaren 1940 nog vaker voorkwam. Veel inwoners van Överkalix die in de jaren 1940 opgroeiden, hebben daarom alleen basiskennis van het dialect, omdat hun ouders het dialect onderling en met hun vrienden spraken, maar niet met hun kinderen. Deze kinderen spraken op hun beurt veel Zweeds met hun eigen kinderen. In de jaren 1980 was het ongebruikelijk dat ouders hun kinderen in het dialect aanspreken.
In 2023 werd de vereniging 'Bjernna' opgericht met als doel het Överkalixmål te revitaliseren. De vereniging gebruikt de naam Överkaliska.

## Fonologie
De klanken van het Överkalixmål vertonen zowel oudere bewaard gebleven kenmerken als nieuwere kenmerken. Sommige van deze kenmerken worden gedeeld met veel andere dialecten in Norrland, terwijl andere alleen worden gedeeld met de dichtstbijzijnde naburige dialecten of uniek zijn voor het Överkalixmål. 
Net als andere dialecten in Norrbotten heeft Överkalixmål de Oud-Zweedse korte spelling behouden, zodat woorden als posa 'påse' (tas) en somar 'sommar' (zomer) worden uitgesproken met een korte klinker en een korte medeklinker. 
In oude lange woorden is de laatste klinker weggelaten, zoals in käst 'kasta' (gooien) en tjörk 'kyrka' (kerk). Het weglaten wordt gedeeld met veel andere dialecten uit Norrland.

### Klinkers
Net als veel andere dialecten in Norrbotten en Västerbotten heeft Överkalixmål de oude tweeklanken behouden, zoals in stain 'sten' (steen), äok 'öka' (vergroten) en håir 'höra' (horen), maar heeft het ook veel nieuwe tweeklanken van oudere lange klinkers, bijv. kneir 'knä' (knie).
Bovendien veranderde, in tegenstelling tot de meeste andere Zweedse dialecten (maar net als het Lulemål), de oudere Oud-Zweedse lange a-klank niet in een å-klank, zoals haar 'hår' (haar) en smaa 'små' (klein), maar veranderde de oudere korte a-klank vaak in een lange e-klank: dee 'dag' (dag).
Een ander kenmerk van het dialect is het invoegen van een klinker, zoals in kaḷev 'kalv' (kalf) en ärem 'arm' (arm). Dit komt ook tot op zekere hoogte voor in het Nederkalixmål en Pitemål, maar niet in dezelfde mate als in het Överkalixmål. 

### Medeklinkers
Net als veel andere dialecten in Norrland heeft het Överkalixmål de oude medeklinkerverbindingen /mb nd ŋg/ behouden, zoals in keemb 'kamm' (kam) en leeng 'lång' (lang, met hoorbare g-klank).

Net zoals in het Nederkalixmål is de oudere ð een r-klank geworden, zoals in bḷeer 'blad' (blad) en täir 'tid' (tijd).